# U36C型柴油机车
U36C型柴油机车是美国通用电气公司于1971年推出的一款柴油机车。这款机车是在U33C型柴油机车基础上发展而来的六轴柴油机车，其主要竞争对象是易安迪的SD40-2、SD45-2型柴油机车。型号当中的“U”代表“通用”系列、“36”代表单节功率为3600马力、“C”代表机车轴式为Co-Co。同级的后继产品为“Dash 7”系列的C36-7型柴油机车。
U36C型柴油机车采用底架承载的单司机室外走廊式车体结构，冷却室顶部装有压风式冷却的大型散热器。机车装用一台16气缸、四冲程、涡轮增压的FDL16型中速柴油机，额定功率为3600马力。传动系统采用交—直流电传动，柴油机直接驱动一台GTA-11型三相交流同步发电机，发出的三相交流电经硅二极管整流器整流为直流电后，供给六台并联的GE-752型串励直流牵引电动机。机车走行部为两台FB3型浮动摇枕式三轴转向架。
U36C型柴油机车于1971年10月投入批量生产，生产一直持续到1975年2月停产为止，通用电气公司共生产了218台该型机车。美国国内的用户包括聖塔菲鐵路、密尔沃基铁路、克林奇菲尔德铁路、伊利拉克瓦纳铁路。U36C型柴油机车的国外用户包括墨西哥国家铁路和墨西哥太平洋铁路，墨西哥国家铁路还同时订购了20台U36CG型柴油机车，这种机车具备为旅客列车供暖的蒸汽锅炉。
此外，通用电气公司还在U36C型柴油机车的基础上，为新澤西州運輸部（NJDOT）开发了U34CH型柴油机车，这种机车具备为通勤列车配套的列车供电系统，交付伊利拉克瓦纳铁路并投入新泽西通勤铁路使用。

## 参看
- U33C型柴油机车
- U36B型柴油机车
- C36-7型柴油机车
- U34CH型柴油机车